# دانشگاه سمفورد

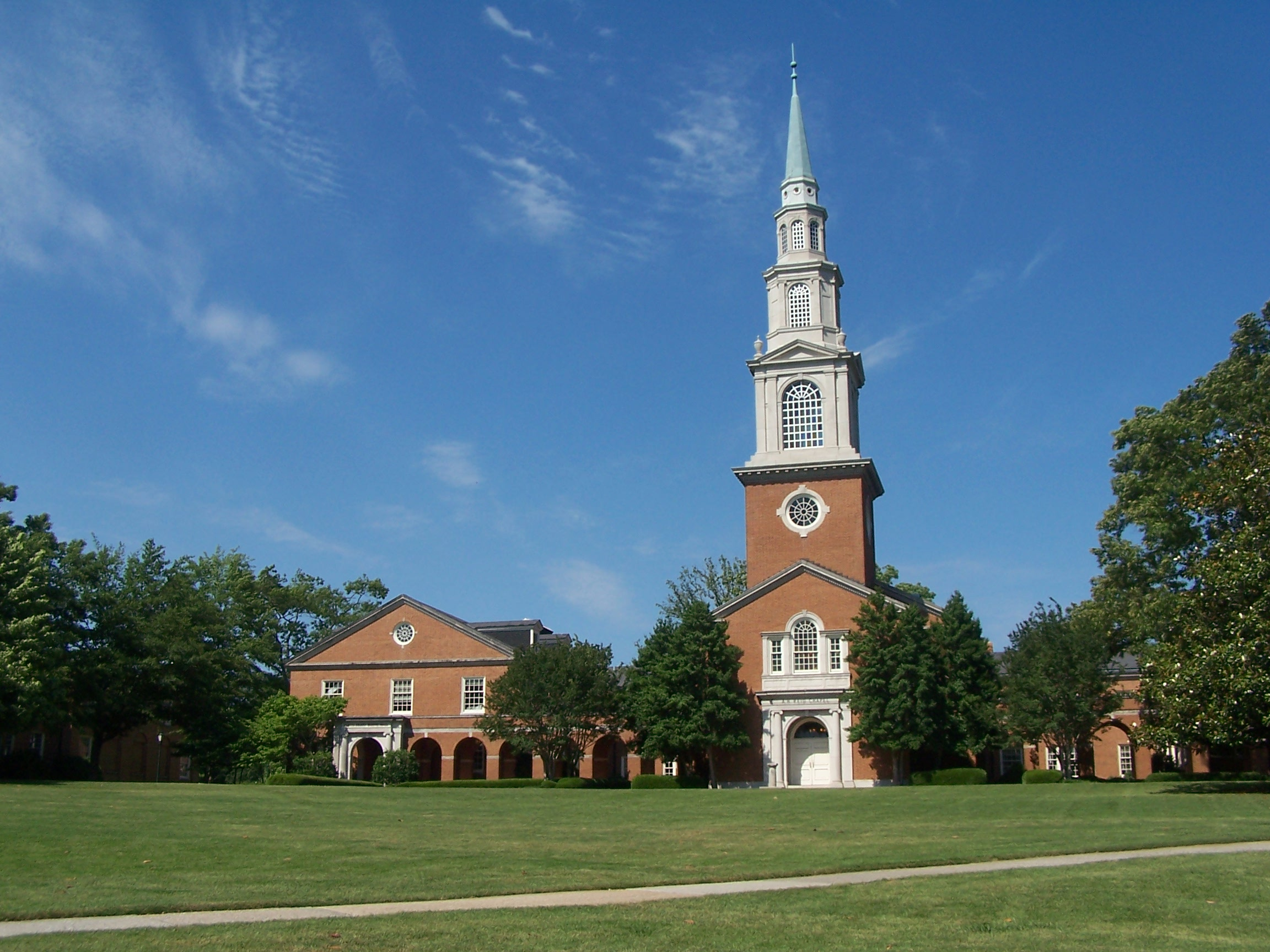

دانشگاه سمفورد یک دانشگاه خصوصی مسیحی در هوم وود، آلاباما است. در سال ۱۸۴۱، دانشگاه به عنوان کالج هاوارد توسط باپتیست‌ها تأسیس شد. دانشگاه سمفورد ۸۷ امین مؤسسه آموزش عالی در ایالات متحده است. این دانشگاه ۵۶۸۳ دانشجو از ۴۷ ایالت، ۲ قلمرو ایالات متحده و ۱۹ کشور را ثبت‌نام می‌کند.

## تاریخچه

### قرن ۱۹
در سال ۱۸۴۱، دانشگاه سمفورد به عنوان کالج هاوارد در ماریون، آلاباما تأسیس شد. برخی از زمین‌ها توسط کشیش جیمز اچ. دی ووتی که پانزده سال در هیئت امنای سمفورد و به مدت دو سال به عنوان رئیس آن خدمت کرد اهدا شد. اولین هدیه مالی، ۴۰۰۰ دلار، توسط جولیا تارانت بارون داده شد و او و پسرش نیز زمینی برای تأسیس کالج دادند. این دانشگاه پس از اینکه کنوانسیون ایالت باپتیست آلاباما تصمیم به ساخت مدرسه ای برای مردان در شهرستان پری، آلاباما گرفت، تأسیس شد. نه دانشجوی اول کالج در ژانویه ۱۸۴۲ تحصیلات خود را با برنامه درسی زبان، ادبیات و علوم آغاز کردند. در سال‌های اولیه چندین سخنران برجسته، از جمله توماس جی. کین، جوزف والترز تیلور، نوح کی دیویس و ساموئل استرلینگ شرمن برگزار شد. در اکتبر ۱۸۵۴، آتش‌سوزی تمام دارایی کالج، از جمله تنها ساختمان آن را نابود کرد. چندی پس از آتش‌سوزی جنگ داخلی آغاز شد. کالج هوارد توسط دولت ایالات مؤتلفه آمریکا در سال ۱۸۶۳ به یک بیمارستان نظامی تبدیل شد. در این مدت، اعضای هیئت علمی باقیمانده کالج به سربازانی که در بیمارستان بهبود می‌یافتند، آموزش‌های اولیه را ارائه کردند. برای مدت کوتاهی پس از جنگ، نیروهای فدرال کالج را اشغال کردند و بردگان آزاد شده را در محوطه دانشگاه پناه دادند.
در سال ۱۸۶۵ کالج بازگشایی شد. جابز لامار مونرو کوری، وکیل دادگستری، نماینده سابق کنگره آمریکا و افسر ارتش کنفدراسیون، از سال ۱۸۶۵ تا ۱۸۶۸ به عنوان رئیس دانشگاه خدمت کرد. او متعهد به هدف آموزش گسترده‌تر بود و از گسترش آموزش مدارس عادی حمایت کرد.
در سال ۱۸۸۷، هیئت امنای کالج هاوارد، املاک و منابع مالی را از شهر بیرمنگام، آلاباما پذیرفت و مؤسسه را به آنجا منتقل کرد. هیئت علمی که در ماریون باقی ماندند، مؤسسه نظامی ماریون (MMI) را در محوطه قدیمی دانشگاه تشکیل دادند. MMI در ماریون به فعالیت خود ادامه می‌دهد.

### قرن ۲۰ تا کنون
در سال ۱۹۱۳، کالج به‌طور کامل و دائمی مختلط شد. کالج هوارد مدرسه موسیقی خود را در سال ۱۹۱۴ و مدرسه آموزش و روزنامه‌نگاری را در سال بعد اضافه کرد. این کالج در سال ۱۹۲۷ گروه داروسازی خود را معرفی کرد. در آن زمان، این تنها رشته در نوع خود در جنوب شرقی ایالات متحده بود. در طول جنگ جهانی دوم، کالج هاوارد میزبان برنامه آموزشی کالج نیروی دریایی V-12 بود که به ملوانان سرباز امکان می‌داد در حین دریافت آموزش نظامی، مدرک دانشگاهی کسب کنند.
پس از جنگ کالج به دره شیدز در هوم وود، آلاباما نقل مکان کرد. پردیس جدید در سال ۱۹۵۵ ساخته شد و در سال ۱۹۵۷ افتتاح شد. در سال ۱۹۶۱ کالج، دانشکده حقوق کامبرلند یکی از قدیمی‌ترین دانشکده‌های حقوق آمریکا را به دست آورد.
علاوه بر دانشکده حقوق، کالج هاوارد یک مدرسه تجاری جدید اضافه کرد و برای دستیابی به وضعیت دانشگاه در سال ۱۹۶۵ سازماندهی مجدد شد. از آنجایی که نام «دانشگاه هاوارد» قبلاً مورد استفاده قرار می‌گرفت، کالج هاوارد به افتخار فرانک پارک سمفورد، یکی از متولیان قدیمی مدرسه، به دانشگاه سمفورد تغییر نام داد. در سال ۱۹۷۳ دانشگاه، دانشکده پرستاری Ida V. Moffett را تصاحب کرد. دانشگاه سامفورد در سال ۱۹۸۴ یک مرکز مطالعاتی برای دانشجویان برای تحصیل در خارج از کشور در کنزینگتون انگلستان تأسیس کرد. در ۲۱ سپتامبر ۱۹۸۹، استاد دانشگاه سامفورد به نام ویلیام لی اسلاگل، یکی از دانشجویان تیم مناظره خود را به طرز مرگباری با چاقو زد و فرار کرد. Slagle سرانجام شش ماه بعد دستگیر شد.
در سال ۱۹۹۴، هیئت امنای سمفورد به هیئت مدیره اجازه داد تا اعضای خود را انتخاب کند. این به دانشگاه استقلال رسمی از کنوانسیون ایالت باپتیست آلاباما داد، اما تا سال ۲۰۱۷، رهبران کنوانسیون کرسی‌های خود را در هیئت مدیره حفظ کردند، در مورد انتخاب سرپرست با آنها مشورت شد و متولیان جدید برای تأیید به کنوانسیون معرفی شدند.

### حقوق شهروندی
دانشگاه سامفورد به‌عنوان یک مؤسسه خصوصی و مجزا، تا حدی از فعالیت‌های رهبران و معترضان جنبش حقوق مدنی در دهه‌های ۱۹۵۰ و اوایل دهه ۱۹۶۰ مصون بود. افسران انجمن دولت دانشجویی سامفورد با دعوت از افسران دولت دانشجویی کالج مایلز، که یک مدرسه تاریخی سیاهپوستان بود، کنسرت جدا شده‌ای را که در محوطه دانشگاه توسط سمفونی بیرمنگام برگزار شد، به چالش کشیدند.
جداسازی توسط دانشگاه‌های خصوصی با تصویب قانون حقوق مدنی در سال ۱۹۶۴ توسط کنگره ایالات متحده پایان یافت. در ابتدا، رهبران مدرسه از ابراز تعهد خود به حذف تبعیض نژادی خودداری کردند. به عنوان مثال، دانشگاه از درخواست برنامه وام دانشجویی NDEA برای سال‌های ۱۹۶۵–۱۹۶۶ خودداری کرد، زیرا باید تبعیض‌زدایی را تأیید می‌کرد. دانشکده حقوق کامبرلند که با خطر از دست دادن اعتبار روبرو بود در سال ۱۹۶۷، اولین شاگرد سیاهپوست سمفورد، آدری لاتیمور گاستون را پذیرفت و پس از آن کل دانشگاه اقدام به حذف تبعیض کرد. در پاییز ۱۹۶۹ الیزابت اسلون راگلند اولین دانشجوی آفریقایی آمریکایی شد که در محوطه دانشگاه زندگی می‌کرد. در ۱ ژوئن ۲۰۲۰، دانشگاه اعلام کرد که بنای یادبودی را برای گرامیداشت «فداکاری بسیاری از آمریکایی‌های آفریقایی‌تبار برای ماموریت و چشم انداز دانشگاه سامفورد حتی در روزهایی که تلاش‌های آنها نامرئی یا به سختی تایید می‌شد» را به‌طور خاص به یاد گاستون و یک خدمتکار برده شده بود. به نام «هری» که هنگام نجات دانش آموزان از آتش‌سوزی سال ۱۸۵۴ جان باخت. چند هفته بعد، در نتیجه مکالمات دانشگاهی در پی قتل جورج فلوید، وستمورلند یک گروه کاری دانشگاهی برای عدالت نژادی ایجاد کرد. نسخه نهایی گزارش این کارگروه در تاریخ ۲۶ آوریل ۲۰۲۱ به تصویب هیئت امنای دانشگاه رسید و روز بعد به اطلاع عموم رسید. یک «برنامه اقدام تنوع» در سال بعد منتشر شد.

### قرن ۲۱ ام
اندرو وستمورلند در سال ۲۰۰۶ به ریاست دانشگاه منصوب شد. در آن سال، سالن رسیتال جین هالاک براک به عنوان بخشی از مجموعه هنرهای زیبای دانشگاه اختصاص یافت. یک مرکز جدید فوتبال و پیست دو و میدانی در سال ۲۰۱۱ افتتاح شد این افتتاحیه بخشی از یک دهه توسعه امکانات جدید دو و میدانی که شامل یک مرکز تنیس، یک میدان بسکتبال، یک خانه زمین فوتبال و یک استادیوم سافت بال بود. برای سال تحصیلی ۲۰۱۶–۲۰۱۷، اثرات اقتصادی و مالی دانشگاه در آلاباما ۴۲۴٫۸ میلیون دلار، ۲۴۲۴ شغل، ۱۶٫۱ میلیون دلار درآمد ایالتی و مالیات فروش و ۶ میلیون دلار مالیات بر فروش محلی بود. در سال ۲۰۱۳، دانشگاه یک کالج جدید علوم بهداشتی، شامل دانشکده پرستاری Ida V. Moffett، دانشکده داروسازی McWhorter، دانشکده حرفه‌های بهداشت و دانشکده بهداشت عمومی را تأسیس کرد. رئیس دانشکده پرستاری، ننا سندرز، به عنوان معاون دانشکده جدید منصوب شد و پس از بازنشستگی وی در سال ۲۰۲۰، دانشکده پرستاری به دانشکده پرستاری Moffett & Sanders تغییر نام داد. در سال ۲۰۱۳، دانشگاه ساخت یک مرکز جدید را برای اسکان دانشکده تجارت براک اعلام کرد. در سال ۲۰۱۴ مجتمع مسکونی وست ویلج افتتاح شد. در دسامبر آن سال، دانشگاه دفتر مرکزی جنوبی پروگرس، یکی از شرکت‌های تابعه تایم، که دانشکده علوم بهداشتی را در خود جای داده‌است، خریداری کرد.
ارتباط مالی طولانی دانشگاه با کنوانسیون ایالت باپتیست آلاباما توسط دانشگاه در ژوئیه ۲۰۱۷ پایان یافت، زمانی که متولیان آن اعلام کردند که دیگر بودجه این کنوانسیون را نمی‌پذیرند. بعداً در همان سال سمفورد و کنوانسیون ایالتی توافق کردند که سامفورد دیگر لیست متولیان خود را برای تأیید به کنوانسیون ارائه نکند و افسران کنوانسیون دیگر سمتی در هیئت مدیره نخواهند داشت. این امر به جنبه‌های کلیدی ارتباط رسمی سمفورد با کنوانسیون ایالتی که برای چندین دهه وجود داشت، پایان داد. با این حال، طبق قانون خود متولیان، همه معتمدان باید اعضای کلیساهای باپتیست و ۷۵ درصد از آلاباما باشند. سمفورد شریک مشترک شورای کالج‌ها و دانشگاه‌های مسیحی است. در آگوست ۲۰۲۰، وست مورلند اعلام کرد که در ۳۰ ژوئن ۲۰۲۱ بازنشسته خواهد شد. در ۱۰ مارس ۲۰۲۱، اعلام شد که بک آ. تیلور، رئیس دانشگاه ویتورث، جانشین وی خواهد شد. تیلور در ۱ ژوئیه ۲۰۲۱ به ریاست رسید.
در ماه مه ۲۰۲۲، دانشگاه یک هدیه ۱۰۰ میلیون دلاری از دارایی فارغ‌التحصیل ماروین مان دریافت کرد، که آن را به بزرگ‌ترین هدیه‌ای که تاکنون به یک مؤسسه آموزش عالی در آلاباما داده شده‌است تبدیل می‌کند.

### حقوق LGBTQ
سمفورد در چندین رویداد تبلیغاتی که در آن دانشگاه درخواست‌های دانشجویان LGBTQ+ برای تشکیل سازمان‌های دانشجویی را رد کرد یا از همکاری با گروه‌های مسیحی که LGBTQ+ را تأیید می‌کردند، شرکت داشت.
در اواخر آگوست ۲۰۲۲، سامفورد نمایندگان پردیس اسقفی و پروتستان را از یک رویداد دانشگاهی «ناخوانده» دعوت کرد، زیرا اینها افراد ال‌جی‌بی‌تی را تأیید می‌کردند. در توجیه این اقدام، معاون امور دانشجویی فیل کیمری اظهار داشت: «دانشگاه در طول تاریخ خود پیوسته از عقاید ارتدکس کتاب مقدس پیروی کرده و به آن عمل کرده‌است» و «دانشگاه موظف است رسماً با سازمان‌هایی که در عقاید ما مشترک هستند، شریک شود. ” در ۳۰ سپتامبر بک تیلور در یک پیام ویدیویی به صراحت بیان کرد که «ما تصمیم گرفتیم که مشارکت رسمی سمفورد در وزارتخانه را به کلیساها و سازمان‌هایی محدود کنیم که از دیدگاه سنتی سمفورد در مورد تمایلات جنسی و ازدواج انسانی حمایت می‌کنند.» در ماه اکتبر، تیلور به رسمیت شناختن دانشگاه را به یک فصل از OUTLaw در دانشکده حقوق کامبرلند سامفورد رد کرد. OUTLaw یک سازمان ملی است که از دانشجویان حقوق LGBTQ+ حمایت می‌کند.

## دانشگاهیان
سمفورد به عنوان یک دانشگاه مسیحی، رشته‌های کارشناسی و کارشناسی ارشد را با ۱۷۰ رشته کارشناسی، رشته‌های فرعی و متمرکز ارائه می‌دهد. این دانشگاه به دانشکده هنر، کالج هنرها و علوم هاوارد، دانشکده بازرگانی براک، مدرسه الهیات بیسون، مدرسه آموزش اورلئان بیسون، دانشکده حقوق کامبرلند، دانشکده پرستاری موفت و سندرز، دانشکده داروسازی مک‌ورتر، دانشکده حرفه‌های بهداشت و دانشکده بهداشت عمومی تقسیم می‌شود. نسبت استاد به دانشجو در دانشگاه سمفورد ۱:۱۳ است. تقریباً دو سوم کلاس‌های این دانشگاه کمتر از ۲۰ دانشجو دارند.

## محوطه دانشگاه
سمفورد در طول تاریخ خود چهار بار جابجا شده‌است. در اصل، کالج هوارد در ماریون، آلاباما قرار داشت. کالج دو بار در شهر نقل مکان کرد. پردیس دوم آن اکنون خانه مؤسسه نظامی ماریون است. در سال ۱۸۸۷، کالج به جامعه دریاچه شرقی در بیرمنگام نقل مکان کرد. دانشگاه در حال حاضر تقریباً ۵ مایل (۸ کیلومتر) جنوب مرکز شهر بیرمنگام در هوم‌وود، دره شیدز آلاباما در امتداد دریاچه درایو در هوم‌وود قرار دارد. این بنا به سبک معماری جرجی توسط لنا ویل دیویس، همسر رئیس وقت هارول دیویس، زمانی که پردیس به منطقه Shades Valley در شهرستان جفرسون در سال‌های ۱۹۵۳–۱۹۵۷ منتقل شد ساخته شده‌است. پردیس توسط شرکت معماری بیرمنگام Van Keuren & Davis طراحی شده‌است و بیشتر ساختمان‌های بعدی نیز توسط همین شرکت طراحی شده‌اند که از سال ۱۹۸۶ به عنوان معماران دیویس شناخته می‌شود. در سال ۱۹۸۳ دانشگاه یک مرکز مطالعاتی را در لندن برای تسهیل تحصیل دانشجویان در خارج از کشور تأسیس کرد. این مرکز که خانه دانیل نام دارد در جنوب کنزینگتون واقع شده‌است و بیشتر ترم‌ها میزبان بیش از ۲۰ دانشجو است. در سال ۲۰۱۴، دانشگاه، شرکت پیشرفت جنوبی را خریداری کرد که با پردیس اصلی آن در شرق هم‌مرز است. (زمین در ابتدا بخشی از محوطه دانشگاه توسعه نیافته سمفورد بود و قبلاً توسط سمفورد به ساترن پروگرس فروخته شده بود) سه ساختمان عظیم در پردیس جنوبی پروگرس سابق از نظر معماری بسیار مدرن هستند و در میان درختان قرار گرفته‌اند و در تضاد با معماری کلاسیک گرجی پردیس مرکزی هستند.

## جمعیت‌شناسی دانش آموزان
در سال ۲۰۲۰، دانشگاه سامفورد ۳۵۷۶ دانشجوی کارشناسی و ۲۱۵۳ دانشجوی کارشناسی ارشد و را ثبت نام کرد. دانشجویانی از ۴۷ ایالت و ۳۰ کشور در سمفورد شرکت می‌کنند، که ۶۶ درصد از دانشجویان مقطع کارشناسی خارج از ایالت آلاباما هستند. ۹۷ درصد از تمام فارغ التحصیلان مقطع کارشناسی می ۲۰۱۹ در مدت شش ماه پس از فارغ‌التحصیلی در مقطع کارشناسی ارشد یا در دوره‌های کارآموزی استخدام یا ثبت نام کردند. ۸۱ درصد از فارغ التحصیلان می ۲۰۱۵ دوره کارآموزی خود را در مدت زمان خود در سمفورد به پایان رساندند. در طول سال ۲۰۱۵، دانشجویان سمفورد ۷۱۶۹۰۲ ساعت خدمات اجتماعی را تکمیل کردند.

## فعالیت‌های ورزشی

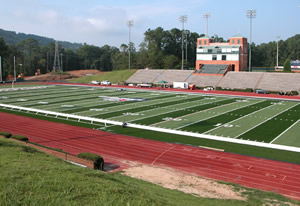

این دانشگاه دارای ۱۷ ورزش دانشگاهی است و به عنوان عضوی از کنفرانس جنوبی در NCAA در سطح بخش I شرکت می‌کند. ورزش‌های مردانه شامل بیسبال، بسکتبال، کراس کانتری، فوتبال، گلف، تنیس و دو و میدانی داخل و خارج از خانه است. ورزش‌های بانوان شامل بسکتبال، کراس کانتری، گلف، فوتبال، سافت بال، تنیس، دو و میدانی داخل و خارج و والیبال است.

## فارغ التحصیلان

### فارغ التحصیلان سیاسی
- رابرت آدرهولت (۱۹۹۰)، نماینده کنگره ایالات متحده از آلاباما (۱۹۹۷–اکنون)
- اندرو ال. براشر، قاضی ناحیه ایالات متحده (دانشگاه سامفورد، دانشکده حقوق هاروارد)
- جویس چندلر - عضو مجلس نمایندگان جورجیا.[۵۵]
- چارلز کریست، فرماندار سابق فلوریدا، از دانشکده حقوق کامبرلند فارغ‌التحصیل شد
- استفان لوئیس دیلارد[۵۶] (۱۹۹۲)، قاضی ارشد، دادگاه استیناف گرجستان
- جیم فولسوم (غیر فارغ‌التحصیل)، فرماندار آلاباما از ۱۹۴۷–۱۹۵۱ و ۱۹۵۵–۱۹۵۹
- کوردل هال، چهل و هفتمین وزیر امور خارجه ایالات متحده (۱۹۳۳–۱۹۴۴)، برنده جایزه صلح نوبل (۱۹۴۵)
- جودی هانت (۱۹۸۲)، دستیار دادستان کل ایالات متحده (۲۰۱۸–اکنون)
- هاول ادموندز جکسون، قاضی دادگاه عالی ایالات متحده (۱۸۹۳–۱۸۹۵)
- لم جانز، مأمور سرویس مخفی ایالات متحده (۱۹۵۴–۱۹۷۶)
- داگ جونز، سناتور ایالات متحده از آلاباما (۲۰۱۸–۲۰۲۱)
- هوراس هارمون لرتون، قاضی دادگاه عالی ایالات متحده (۱۹۰۹–۱۴)
- نینا میگلیونیکو (۱۹۳۲)، شورای شهر بیرمنگام، ۱۹۶۳–۱۹۸۵
- اریک موتلی (۱۹۹۶) مقام وزارت امور خارجه[۵۷][۵۸]
- مایکل پاتریک مولروی،[۵۹][۶۰] معاون دستیار وزیر دفاع در امور وزیر دفاع جیمز متیس
- ادوین ال. نلسون، قاضی فدرال ایالات متحده (دانشگاه سامفورد، دانشکده حقوق کامبرلند - ۱۹۶۹)
- کوین نیوسام، قاضی دادگاه استیناف ایالات متحده برای حوزه یازدهم (۲۰۱۷–اکنون)
- Stacey E. Pickering، حسابرس ایالتی می‌سی‌سی‌پی از سال ۲۰۰۸
- جان راسل تایسون (۱۸۷۷)، قاضی دادگاه عالی آلاباما و نماینده ایالات متحده در ایالت آلاباما.
- جانی شورز (۱۹۹۲)، قاضی دادگاه عالی آلاباما، اولین زن در آن دادگاه و توسط بیل کلینتون به عنوان نامزد دیوان عالی
- رندال وودفین، شهردار بیرمنگام، آلاباما (دانشگاه حقوق دانشگاه سامفورد کامبرلند)

### فارق التحصیلان هنرمند
- مری اندرسون، بازیگر
- زین بردول (۲۰۰۳)، مهندس ضبط
- فیلیپ بیرنباوم، نویسنده و مترجم آثار یهودی
- کارن فرچایلد و کیمبرلی شلپمن از گروه کانتری لیتل بیگ تاون
- وین فلینت (۱۹۶۱)، مورخ
- الیزابت فوترال، خواننده اپرا
- آن جورج، نویسنده رمز و راز
- تونی هیل، بازیگر تلویزیون
- هارولد ای. مارتین (۱۹۲۳–۲۰۰۷)، روزنامه‌نگار
- گیل پاتریک، بازیگر سینما و تهیه‌کننده تلویزیون
- سوزان پترسون،[۶۱] ستاره بین‌المللی اپرا[۶۲]
- جین الیسون شفر (۲۰۰۷)، آهنگساز و نوازنده
- کریستین استنفیل، خواننده و ترانه‌سرای راک مسیحی

### فارق التحصیلان سرشناس مذهبی
- چارلز بیلینگزلی، خواننده
- سدریک دی. بریجفورث، اسقف متحد متدیست
- اسکات داوسون، مبشر
- آدام دبلیو گرین وی، رئیس مدرسه علمیه باپتیست جنوب غربی (۲۰۱۹–۲۰۲۲)
- هرشل هابز، کشیش، رئیس کنوانسیون باپتیست جنوبی
- Fred L. Lowery، روحانی و نویسنده
- دیوید گوردون لیون، کرسی هالیس در مدرسه الهیات هاروارد
- اندرو مانیس، روحانی و مورخ حقوق مدنی
- آلبرت مولر، رئیس مرکز باپتیست جنوبی
- اد استتزر، نویسنده

### فارغ التحصیلان ورزشکار
- جیمز بردبری، بازیکن حرفه ای فوتبال
- Marv Breeding (1952)، بازیکن حرفه ای بیسبال
- فیلیپ اروین، بازیکن حرفه ای بیسبال
- کورتلند فینیگان، بازیکن حرفه ای فوتبال
- جنیفر فار دیویس، کوهنورد و نویسنده مسافت‌های طولانی
- جیمبو فیشر، مربی فوتبال کالج، سرمربی فعلی تگزاس A&M Aggies
- سام گلدمن، بازیکن حرفه ای فوتبال
- دولین هاجز، بازیکن حرفه ای فوتبال
- اسلیک لولار، بازیکن حرفه ای فوتبال
- وندل مگی، بازیکن حرفه ای بیسبال
- مایکل پیرس، بازیکن حرفه ای فوتبال
- تراویس پترسون، بازیکن حرفه ای فوتبال
- مارک سالیرز، بازیکن حرفه ای فوتبال
- جاکوئیسکی تارت، بازیکن حرفه ای فوتبال
- جرمی تاونز، بازیکن حرفه ای فوتبال و پزشک
- مونترل واشینگتن، بازیکن حرفه ای فوتبال
- کوری وایت، بازیکن حرفه ای فوتبال
- نیک ویلیامز، بازیکن حرفه ای فوتبال

### فارغ التحصیلان متفرقه
- بابا کتی، تاجر، چیک-فیل-ای[۶۳]
- جان کریست، کمدین[۶۴]
- دیدر داونز، (۲۰۰۲)، دوشیزه آمریکا ۲۰۰۵.
- اسکارلوت دوپری، (۲۰۰۲)، دوشیزه آلاباما ۲۰۰۲، نفر اول دوشیزه آمریکا
- امی بث دیکنسون، اولین نفر دوم هیدر وایت استون در مسابقه دوشیزه آلاباما در سال ۱۹۹۴. هنگامی که وایت استون تاجگذاری دوشیزه آمریکا را به دست آورد، دیکنسون به دوشیزه آلاباما ارتقا یافت.
- ملیندا تول، (۲۰۰۶)، دوشیزه آلاباما ۲۰۰۶، نفر چهارم برای دوشیزه آمریکا